# انفجار محطة الوقود في مرتفعات قره باغ 2023
في 25 سبتمبر 2023، حوالي الساعة 19:00 ( UTC+4 )، أدى انفجار في محطة وقود في بيركادزور بالقرب من ستيباناكيرت، في منطقة مرتفعات قره باغ المتنازع عليها، إلى مقتل ما لا يقل عن 170 شخصًا وإصابة 300 آخرين.

## الإنفجار
وقع الانفجار أثناء الهجرة الجماعية لآلاف الأرمن العرقيين من المنطقة، في أعقاب الهجوم العسكري واسع النطاق الذي شنته أذربيجان قبل أسبوع على جمهورية آرتساخ المعلنة من جانب واحد. قبل الهجوم، كانت المنطقة قد تعرضت لحصار دام أشهراً من قبل أذربيجان، مما تسبب في نقص الإمدادات الأساسية، بما في ذلك الوقود. وبعد الهجوم، أصبحت محطات الوقود مكتظة بأعداد الأشخاص الذين يسعون إلى مغادرة المنطقة. ولحظة الانفجار كان المئات من الأشخاص متجمعين في المحطة.

## ردود الفعل
وفي أعقاب الانفجار، تم إدخال ما يقرب من 300 شخص إلى المستشفيات. طلبت السلطات المحلية مساعدة طبية عاجلة من أرمينيا، مشيرة إلى أن المستشفيات المحلية في ستيباناكيرت غير قادرة على توفير الرعاية الكافية. وبدأت أرمينيا جسرًا جويًا باستخدام طائرات الهليكوبتر، وأرسلت أطباء إلى المنطقة وأجلت المرضى المصابين إلى أرمينيا. كما أرسلت أذربيجان إمدادات طبية.
وبحسب مراسل الجزيرة في مدينة هوراديز الأذربيجانية، تم تجهيز المستشفيات المحلية في أذربيجان، وبدأت المفاوضات لإجلاء المصابين، لكن ممثلي السكان الأرمن في قره باغ رفضوا الاقتراح.
وقدمت أدريان واتسون، المتحدثة باسم مجلس الأمن القومي الأمريكي، تعازيها للضحايا وحثت على ضرورة وصول المساعدات الإنسانية إلى المنطقة.